# Giovanni Battista Agucchi
Giovanni Battista Agucchi (1570-1632) est un archevêque, collectionneur et théoricien de l'art italien, précurseur de l'idéalisme classique dans l'histoire des théories artistiques.

## Aperçu biographique

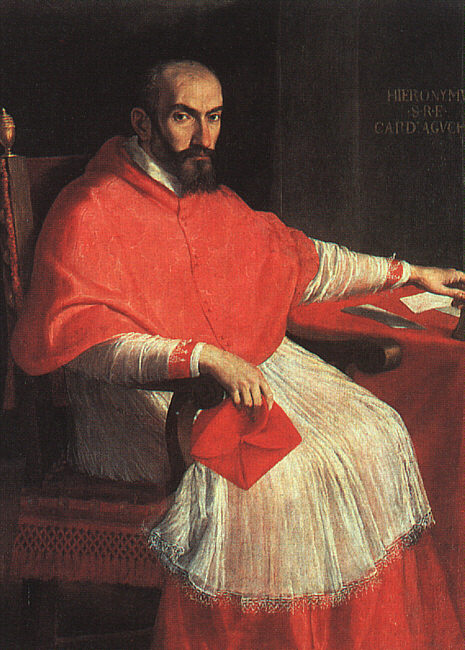
Domenichino, portrait du cardinal Girolamo Agucchi, frère aîné de Giovanni Battista, 1604–05

Giovanni Battista Agucchi naquit à Bologne le 20 novembre 1570 et s'installa à Rome en 1607 ; il fut maggiordomo du cardinal Pietro Aldobrandini de 1615 à 1621, secrétaire d'État de Grégoire XV Ludovisi de 1621 à 1623, puis archevêque d'Amasea (de) et nonce apostolique à Venise de 1623 jusqu'à sa mort, survenue à Motta di Livenza en 1632.
Ami et correspondant de Galilée, Agucchi avait écrit des traités d'astronomie restés inédits et fréquentait Federico Cesi le prince de l'Académie des Lyncéens.

## Œuvres
On a de ce savant prélat une lettre en réponse au chanoine Bartolomeo Dolcini, sur la fondation et la puissance de la ville de Bologne, l’Antica fondation e dominio della citta di Bologna, Lettera responsiva, etc., Bologne, 1638. Agucchi avait aussi laissé en latin un traité des comètes, un autre des météores, des lettres, et, en italien, plusieurs traités sur la morale, sur les arts, et sur divers autres sujets ; mais aucun de ces ouvrages n’a été rendu public.
L'ouvrage le plus important d'Agucchi est un bref Trattato della pittura, édité après sa mort par son ami Giovanni Antonio Massani comme introduction à un recueil de gravures d'après Annibale Carracci (Rome, 1646). Le traité d'Agucchi contient des réflexions sur l'art, contribution essentielle à la doctrine de l'idéalisme classique.
Ami intime d'Annibale Carracci, et protecteur de son élève le Dominiquin lors de ses débuts à Rome, Agucchi reprochait aux maniéristes d'avoir renié la vérité et conseillait aux Carracci de regarder la nature sans oublier l'idée.